# سیارک ۳۷۱۶۳
سیارک ۳۷۱۶۳ (به انگلیسی: 37163 Huachucaclub، نامگذاری:2000WD11) سی و هفت هزار و صد و شصت و سومین سیارک کشف شده‌است که در ۱۹ نوامبر ۲۰۰۰ کشف شد.